# Paucourt
Paucourt é uma comuna francesa na região administrativa do Centro-Vale do Loire, no departamento de Loiret. Estende-se por uma área de 20.2 km². Em 2010 a comuna tinha 928 habitantes (densidade: 45,9 hab./km²).